# Regatul medieval al Serbiei
Regatul Serbiei sau Regatul Sârb (în sârbă краљевина Србија, cu alfabetul latin: Српска краљевина) a fost un regat medieval condus de dinastia Nemanjić, între 1217 și 1346. Marele Principat al Serbiei a fost ridicat la rang de regat după încoronarea lui Stefan Prvovenčani (Primul-încoronat) ca „rege al Serbiei” de către fratele său, episcopul Sava, după ce a moștenit toate teritoriile unite de tatăl lor, Stefan Nemanja, considerat a fi cel mai remarcabil sârb din istorie, conform SANU. Statul a fost proclamat imperiu la 16 aprilie 1346.